# USS Maryland (1992)

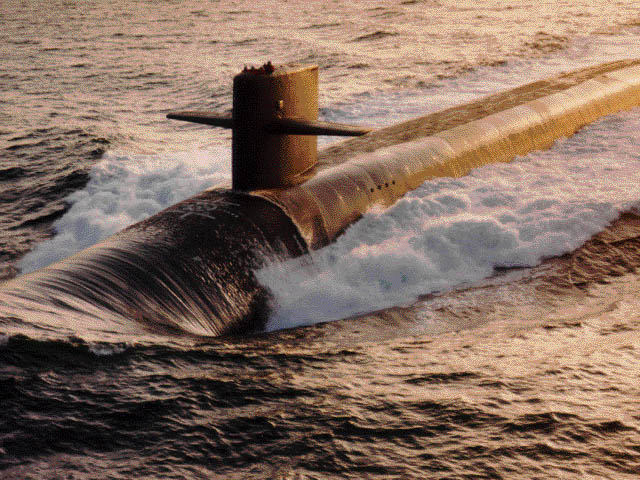
USS Maryland (SSBN-738) in actie

De USS Maryland (SSBN-738) is de 13e kernonderzeeër van de 18 van de Ohioklasse in de United States Navy. Ze is als vierde boot naar deze Amerikaanse Staat genoemd.
Ze werd gebouwd door de Electric Boat Company van General Dynamics in Groton, Connecticut. De USS Maryland (SSBN-738) werd in dienst gesteld op 13 juni 1992. De missie van de USS Maryland is om de Verenigde Staten te voorzien van een onzichtbaar en niet aan te vallen platform voor het lanceren van nucleaire raketten als onderdeel van de nationale strategie van strategische afschrikking.
Heden ten dage neemt de atoomonderzeeboot USS Maryland (SSBN-738) actief deel bij de Atlantic Fleet en haar thuishaven is Kings Bay Base in Georgia.

## Het symbolische insigne van de USS Maryland

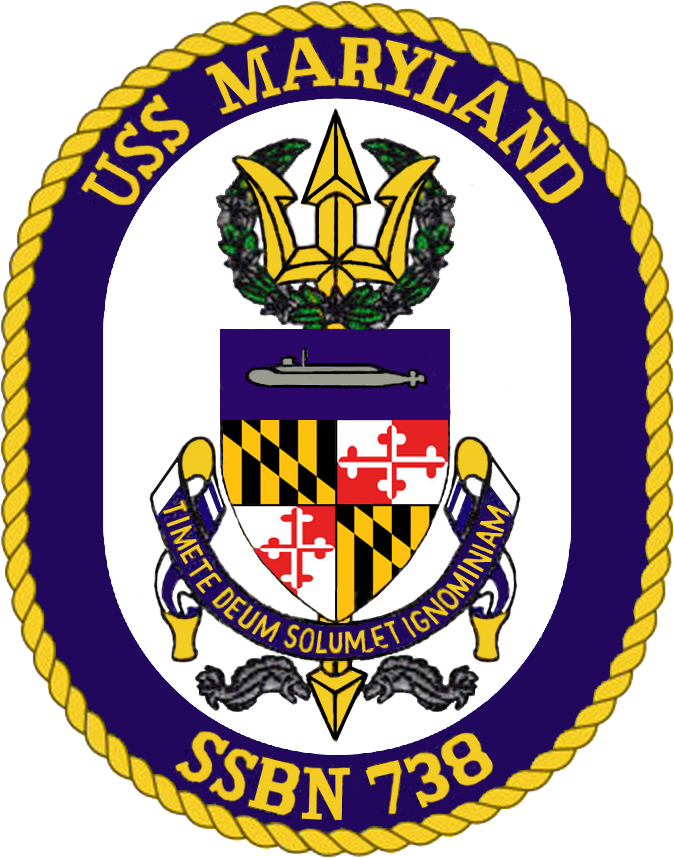
Het insigne van de kernonderzeeër USS Maryland (SSBN-738)

Het blazoen is een schild met als hoofdzaak het wapen van de Staat Maryland, met haar historisch afgeleid kwartswapen van het familiewapen van Calvert en Crossland. De hoofdkleur is blauw, omrand met een goed uitkomende zilverkleurband. Onder het schild is een halve rolband in blauw, met de inscriptieomschrijving met het motto: Timete Deum Solum et Ignominiam - (Fear Only God and Dishonor) - (Vrees Enkel God en Oneer) - met inscripties in gouden letters.
Dit is geheel erbovenop geplaatst op een drietand met vlechten in lauwerversieringen met zeven Battle Stars. De drietandbodem is versierd en geflankeerd door twee dolfijnen.

### Symboliek
Donkerblauw en goud zijn de traditionele kleuren van de United States Navy. De wapens van Maryland verheerlijken de historische staatsgeschiedenis, terwijl de onderzeeboot aanduiden van de Ohio-klasse van de tegenwoordige USS Marylandboot. De drietand verbeeldt het Marinewapen en dapperheid op zee en ook de Tridentraketten waarmee hij bewapend is.
Haar bodemopspringende punten zijn beeltenissen aangeduid voor de oceaandiepten, het gebied van de langdurige diepzeeoperaties van de USS Maryland. De heraldische dolfijnen symboliseren haar tot snelheid, intelligentie en de bekwaamheid om diep in de zee door te dringen.
De lauwerkrans is het zinnebeeld van superioriteit en prestaties, haar zeven sterren herinneren aan de verdienstelijke Battle Stars door het slagschip USS Maryland (BB-46) in de Tweede Wereldoorlog.
De Staat Maryland was ook de zevende Staat die aansloot bij de Unie op 28 april 1788.

### De zegelafdruk
De mantel van het wapenblazoen is omkranst op een witte ovaal, ingesloten door een blauw gekleurde scherpe rand op de buitenzijde met een gouden koord, met de opschriftwoorden: USS Maryland, bovenaan en SSBN-738 in gouden letters onderaan.

### De scheepsdoop van de USS Maryland
De USS Maryland (SSBN-738) werd gedoopt op 10 augustus 1991, tijdens een ceremonieplechtigheid op de Electric Boat Division van General Dynamics. Aangaande deze gebeurtenis werd, voorafgaand tot de indienststelling als een operationele Marine-eenheid, het schip ingedeeld als een Voor-Indienstgestelde Eenheid van PCU Maryland.
Het ceremoniële programma begon met het Nationale Volkslied van de Verenigde Staten, gespeeld door de United States Navy Band Newport, onder leiding van de militaire kapelmeester Steven R. Rawson.
De verwelkoming en opmerkzaamheden werden voorgedragen door Mr. Roger E. Tetrault, vicepresident en Algemeen Manager van Electric Boat Division, Mr. James E. Turner, jr. Bestuurlijk vicepresident van Marine, Lands Systems en Services, Mr. Clarence M. Bacon begroette en verwelkomde de gasten en de toekomstige bemanning, waarna hij daarna terugkeerde naar het podium bij Viceadmiraal Kenneth C. Malley, commandant, Naval Sea Systems Commander. De introductie van de grondbeginselen en spreekvoering werd verzorgd door Viceadmiraal Henry G. Chiles, jr. Commander Submarine Force U.S. Atlantic Fleet (SUBLANT).
De principiële toespraak werd eveneens gegeven door de honorabele dame Helen Delich Bentley, afgevaardigde in het Huis van Afgevaardigden voor het tweede district van Maryland.
Mr. James E. Turner, jr. keerde terug naar het podium voor het binnenleiden van de doopmeter. Na een korte inzegening van het schip door kapitein A. Byron Holderby, doopten Sarah (Sally) Craigh Larson samen met Matron of Honor, Kirsten L. Dutko en Maid of Honor, Erica L. Larson de PCU Maryland (SSBN-738). Daarna gleed de SSBN-738 van de helling in het water. Enkele dagen na de volledige inscheping van de bemanning, proef- en duikvaarten en het grote nazicht en inname van voorraden, kon de USS Maryland aan zijn langdurige actieve taken in de Atlantische Oceaan beginnen.

## USS Maryland (SSBN-738)
- Type: kernonderzeeër - Ohio-klasse United States Navy
- Naamgeving: Staat Maryland
- Kiel gelegd: 14 maart 1986
- Gebouwd: 22 april 1986
- Tewaterlating: 10 augustus 1991
- In dienst gesteld: 13 juni 1992
- Thuishaven: Kings Bay Base, Georgia
- Motto: Timete Deum Solum et Ignominiam - ("Fear Only God and Dishonor"), "Vrees Enkel God en Oneer"
- Status: in actieve dienst

### Algemene kenmerken
- Waterverplaatsing: Boven water: 16.765 ton - onder water: 18.750 ton
- Lengte: 170,69 m (560 voet)
- Breedte: 12,80 m (42 voet)
- Diepgang: 11,50 m (38 voet)
- Aandrijving: 1 x S8G-drukwaterreactor en 2 stoomturbines van elk 26 MW
- Snelheid: 20+ knopen (37+ km/h)
- Bemanning: 13 officieren en 140 matrozen

### Bewapening
- 20 x Trident II D-5 ballistische raketten (voor New START 24) met elk 12 MIRV W76 waterstofbommen van elk 475 kiloton TNT-equivalent
- Mark 48 torpedo's

## USS Maryland in boeken en films
- In Tom Clancy's roman Debt of Honor, is de USS Maryland een van de verscheidene onderzeeërs die werd uitgezonden tegen de Japanse invasie van de Marianen.
- In de film uit 1998, de Ice, werd de USS Maryland uitgestuurd voor de evacuatie van VIP's vanaf de bevroren Westkust van de Verenigde Staten, toen het pakijs de kustlijn omsloot en oppervlakteschepen verhinderde de bedreigde kust te benaderen.